# Темнохвостый катран
Темнохвостый катран (лат. Squalus melanurus) — вид рода колючих акул семейства катрановых акул отряда катранообразных. Обитает в западной части Тихого океана. Встречается на глубине до 340 м. Максимальный зарегистрированный размер 75 см. Вероятно, размножается яйцеживорождением. Не является объектом коммерческого промысла.

## Таксономия
Впервые научно вид описан в 1979 году. Голотип представляет собой предположительно взрослого самца длиной 65 см, пойманного у берегов Новой Каледонии. Видовой эпитет происходит от слов греч. μελανό — «чёрный» и греч. οὐρά — «хвост» и связано с тёмной окраской хвоста этой акулы.

## Ареал
Темнохвостые катраны обитают в юго-западной части Тихого океана у побережья Новой Каледонии, островов Луайоте, Честерфилд и Вануату. Эти акулы встречаются в верхней части островного склона на глубине от 34 до 340 м, а по некоторым сведениям до 480 м. 

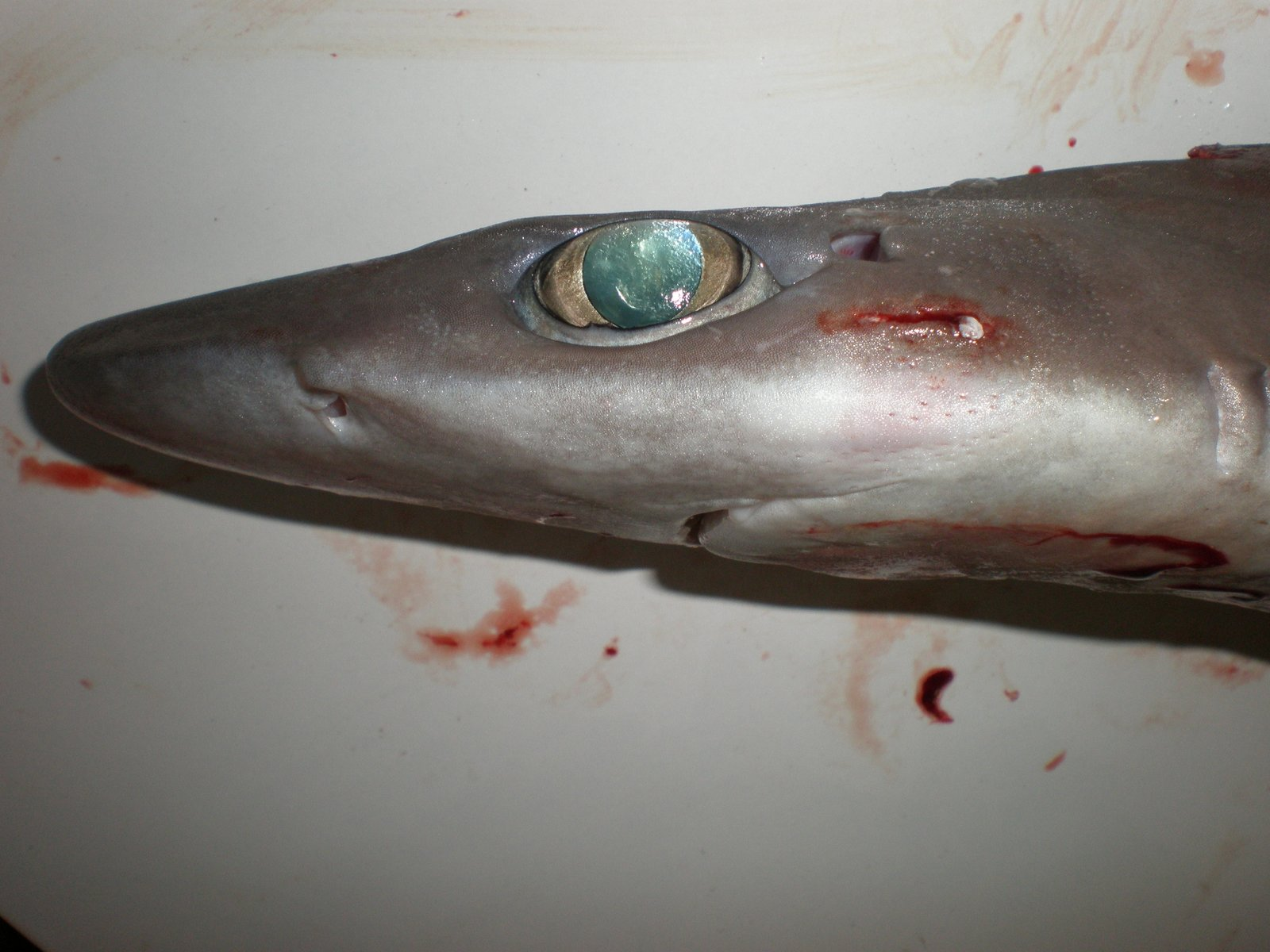
Голова темнохвостого катрана

## Описание
Максимальный зарегистрированный размер составляет 75 см. Тело стройное и удлинённое. Рыло изогнуто в виде параболы, узкое и очень длинное. Ноздри обрамлены кожными складками. Расстояние от кончика рыла до рта в 2,3 раза больше ширины рта. Расстояние от кончика рыла до глаз в 2 раза превышает их длину. Крупные овальные глаза вытянуты по горизонтали. Позади глаз имеются брызгальца. Глаза расположены ближе к первым жаберным щелям, чем к кончику рыла. Ноздри сдвинуты ближе ко рту, чем к кончику рыла. У основания спинных плавников расположены длинные шипы. Первый спинной плавник крупнее второго. Высота шипа, расположенного у его основания, составляет 2/3 от длины основания плавника. Первый спинной плавник сдвинут вперёд и расположен ближе к грудным, чем к брюшным плавникам. Шип у основания второго спинного плавника превышает высоту плавника и составляет 6% от общей длины. Кончики грудных плавников закруглены. Основание брюшных плавников равноудалено от оснований первого и второго спинного плавников. Хвостовой плавник длинный и узкий, асимметричный, выемка у края более длинной верхней лопасти и прекаудальная выемка на хвостовом стебле отсутствуют. Анальный плавник отсутствует. Окраска серо-коричневого цвета, светлые отметины отсутствуют. Кончики спинных плавников чёрные, каудальный край верхней лопасти хвостового плавника имеет чёрную окантовку, кончик лопасти окрашен в чёрный цвет.

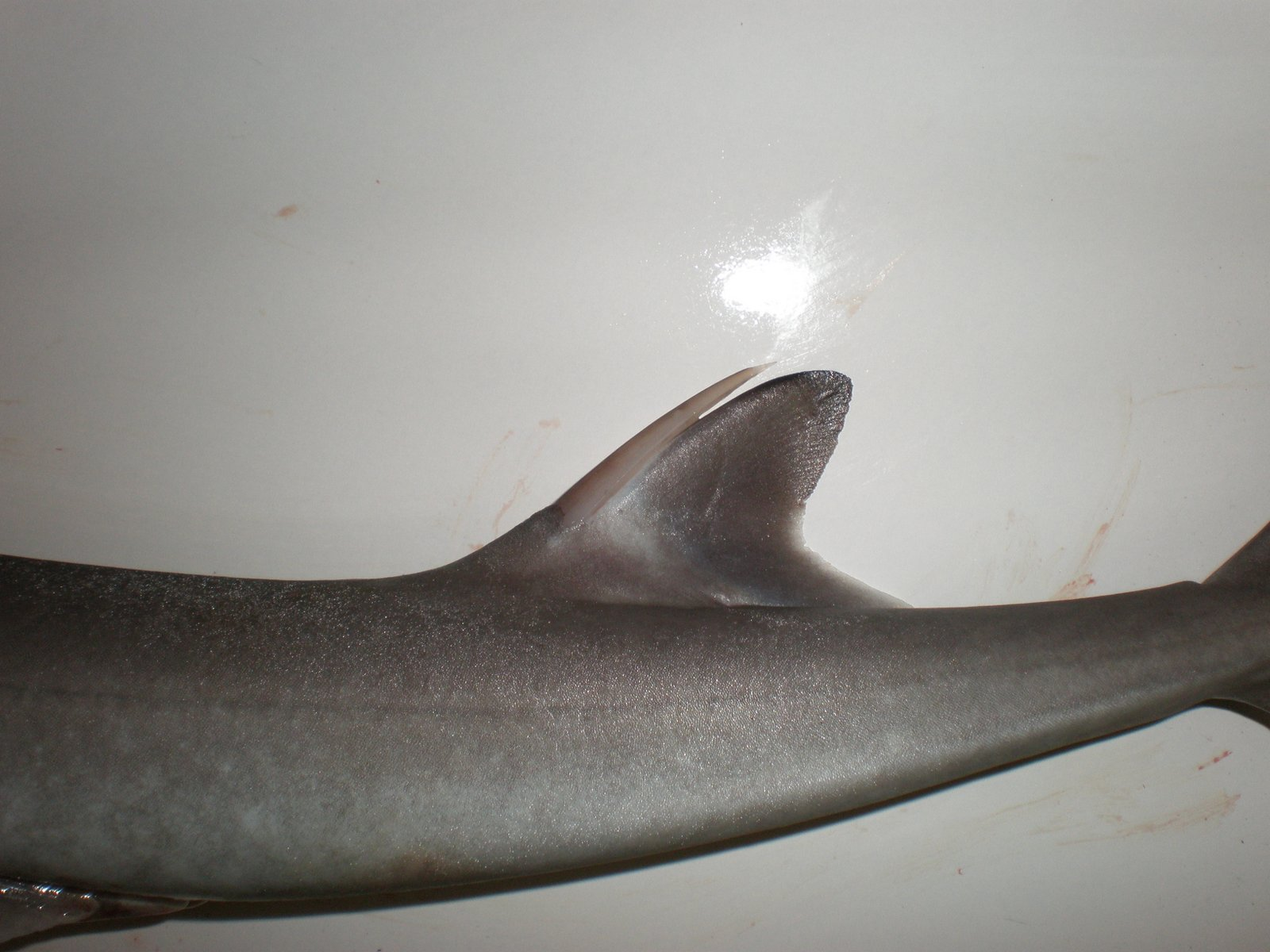
Шип у основания второго спинного плавника.

## Биология
Эти акулы размножаются, вероятно, яйцеживорождением. В помёте до 3 новорожденных. Рацион составляют светящиеся анчоусы, капровые, веретенниковые и плоскоголовы. При поимке темнохвостые катраны яростно сопротивляются, изгибая тело в попытке нанести удар длинным шипом, расположенным у основания второго спинного плавника.

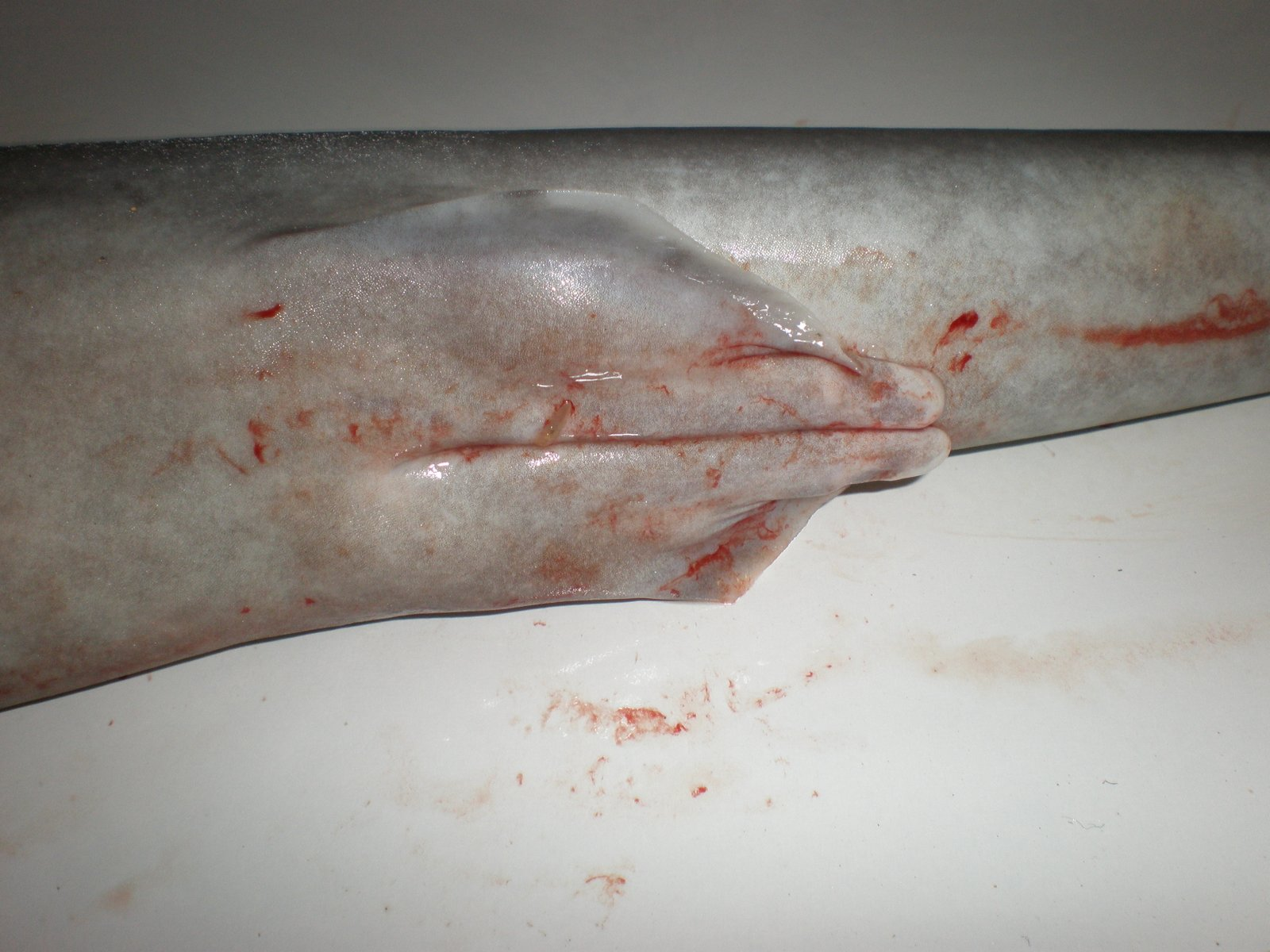
Птеригоподии самца темнохвостого катрана.

## Взаимодействие с человеком
Вид не является объектом целевого рыбного промысла. В качестве прилова может попадаться в коммерческие сети. Международный союз охраны природы присвоил этому виду статус сохранности «Вызывающий наименьшие опасения», поскольку в водах Новой Каледонии глубоководная рыбная ловля отсутствует. 